# Декстрапозиция
Декстрапозиция аорты — синдром, при котором восходящая аорта отходит от правого желудочка сердца, а не от левого, как обычно. Вследствие этого, при суженном выводящем тракте лёгочной артерии, при сокращении обоих желудочков кровь через дефект межжелудочковой перегородки поступает только в аорту, из-за чего аорта становится выносящим трактом для обоих желудочков сердца.
Декстрапозиция аорты является одной из аномалий, встречающихся при Тетраде Фалло (совместно со стенозом выходного отдела правого желудочка; субаортальным дефектом межжелудочковой перегородки и гипертрофией правого желудочка).

## Диагнозы, при которых может наблюдаться декстрапозиция аорты
Возможный код по МКБ-10:
- Q21.3 Тетрада Фалло
- Q25.3 Стеноз аорты
- Q25.4 Другие врожденные аномалии аорты
- I71.9 Аневризма аорты неуточненной локализации без упоминания о разрыве
- I71.8 Аневризма аорты неуточненной локализации разорванная
- S25.0 Травма грудного отдела аорты
- I74.0 Эмболия и тромбоз брюшной аорты
- I79.0* Аневризма аорты при болезнях, классифицированных в других рубриках
- Q23.4 Синдром левосторонней гипоплазии сердца
- S35.0 Травма брюшной части аорты
- I71.0 Расслоение аорты (любой части)
- Q25.1 Коарктация аорты
- Q25.2 Атрезия аорты
- I70.0 Атеросклероз аорты
- I71 Аневризма и расслоение аорты
- I71.3 Аневризма брюшной аорты разорванная
- M31.4 Синдром дуги аорты [Такаясу]
- I71.1 Аневризма грудной части аорты разорванная
- I71.5 Аневризма грудной и брюшной аорты разорванная
- I71.4 Аневризма брюшной аорты без упоминания о разрыве
- I71.6 Аневризма грудной и брюшной аорты без упоминания о разрыве
- I77.4 Синдром компрессии чревного ствола брюшной аорты
- I71.2 Аневризма грудной части аорты без упоминания о разрыве
- I74.1 Эмболия и тромбоз других и неуточненных отделов аорты
- Q20.3 Дискордантное желудочково-артериальное соединение
- T82.3 Осложнение механического происхождения, связанное с другими сосудистыми трансплантатами
- A52.0† Сифилис сердечно-сосудистой системы
- I77.6 Артериит неуточненный
- I72 Другие формы аневризмы и расслоения
- I38 Эндокардит, клапан не уточнен.